# 日本自動車リース協会連合会
一般社団法人日本自動車リース協会連合会（にほんじどうしゃりーすきょうかいれんごうかい、 Japan Automotive Leasing Association ）は、会員に対し迅速で的確な情報の提供、業界の意見集約を図り、種々の要望を関係省庁に行うことを目的で設立された業界団体である。略称はJALA（ジャラ）。

## 概要
おもな活動として、自動車リースに関して各省庁への働きかけ、研修会・説明会・ワークショップの開催、各種委員会・専門部会活動、関連団体との交流・連携、会員連絡会、機関誌や専門誌などの出版である。

## 活動の成果
- 1984年 個人リースの解禁 = 個人リースに関する許可申請の取り扱い
- 1989年 リース&レンタル解禁 = リース契約により借り受けた車で行うレンタカー事業
- 1995年 行方不明リース車の抹消登録 = 登録車の具体的手続の実現
- 1995年 トラックのメンテナンスリース解禁 = 貨物運送事業者のリースによる事業用車保有
- 1996年 リースによる旅客事業用車保有 = タクシーのメンテナンスリース解禁
- 2000年 軽自動車の具体的手続の実現 = 行方不明リース軽自動車の車検証返納手続
- 2003年 自動車リサイクル料金の一括照会と一括納付 = 自動車リサイクル促進センターと折衝し実現
- 2005年 - 2007年 大量所有者（リース車両）の移転・変更登録の特例措置 = 国土交通省と折衝し、2005年10月よりトライアル開始、2007年10月より新特例措置を開始（自動車検査証：参照）

## 研修会
年に一回（「自動車リース研修会（基礎コース）を実施しており、非会員も参加可能である。

また、平成24年「自動車リース研修会（中堅コース）」を初めて実施、研修会は会員限定となる。

## 会員
正会員 
- 北海道自動車リース協会
- 東北自動車リース協会
- 北陸信越自動車リース協会
- 東京自動車リース協会
- 中部自動車リース協会
- 近畿自動車リース協会
- 中国自動車リース協会
- 四国自動車リース協会
- 九州自動車リース協会

特別会員
- トヨタ自動車株式会社
- 日産自動車株式会社
- ダイハツ工業株式会社

## 出版物
- 自動車リース標準約款〔法人用〕〔個人用〕【会員限定販売】
- 自動車リースの会計税務マニュアル【会員限定販売】
- 自動車リース統計
- 自動車リーステキスト
- 自動車リース 保険Q&A
- カーリースQ&A
- 新リース会計基準及びリース税制の概要
- リース税制の概要 行方不明リース車の抹消登録